# Linha de scrimmage

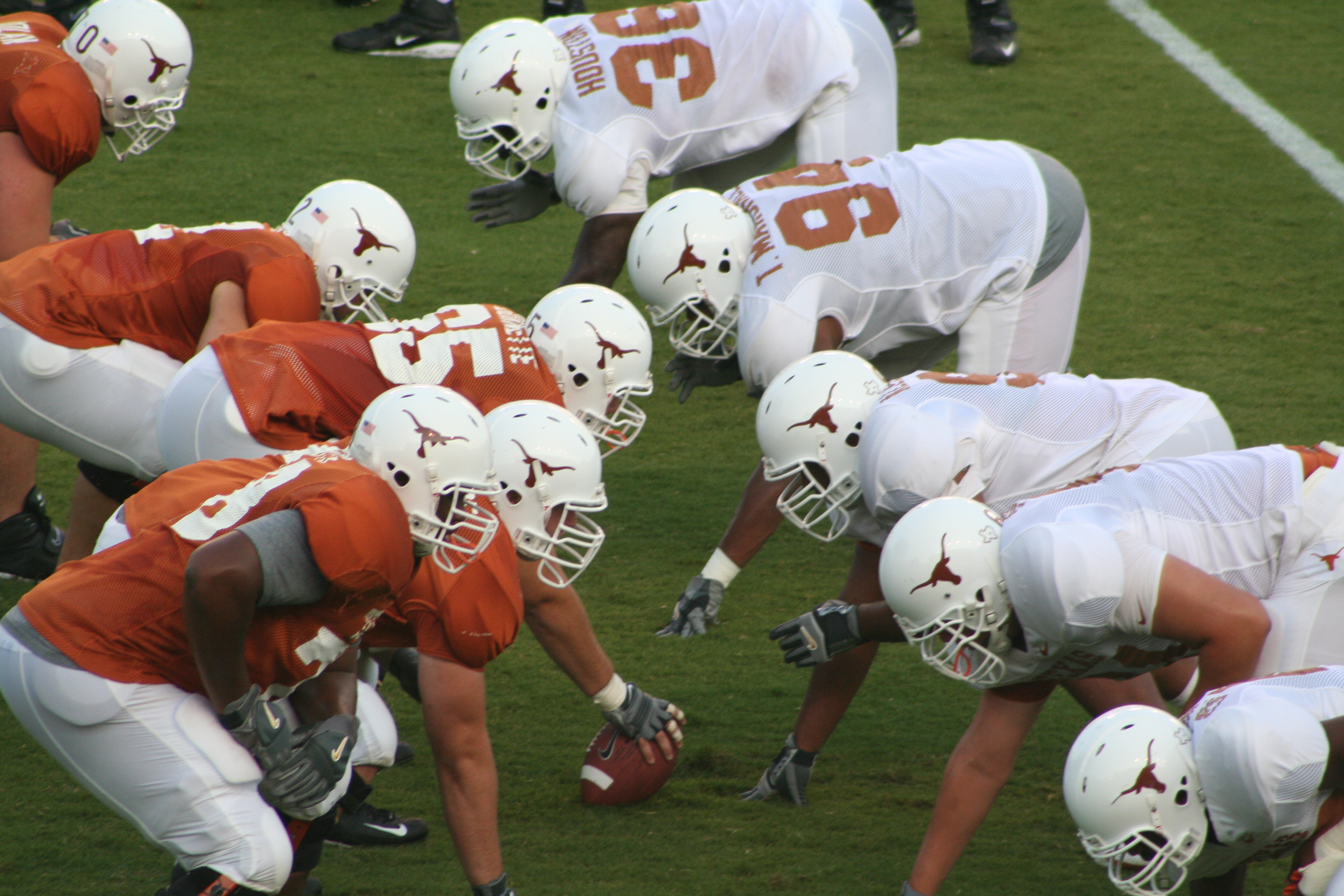
Jogadores posicionados na linha de scrimmage antes da jogada no futebol americano dos EUA.

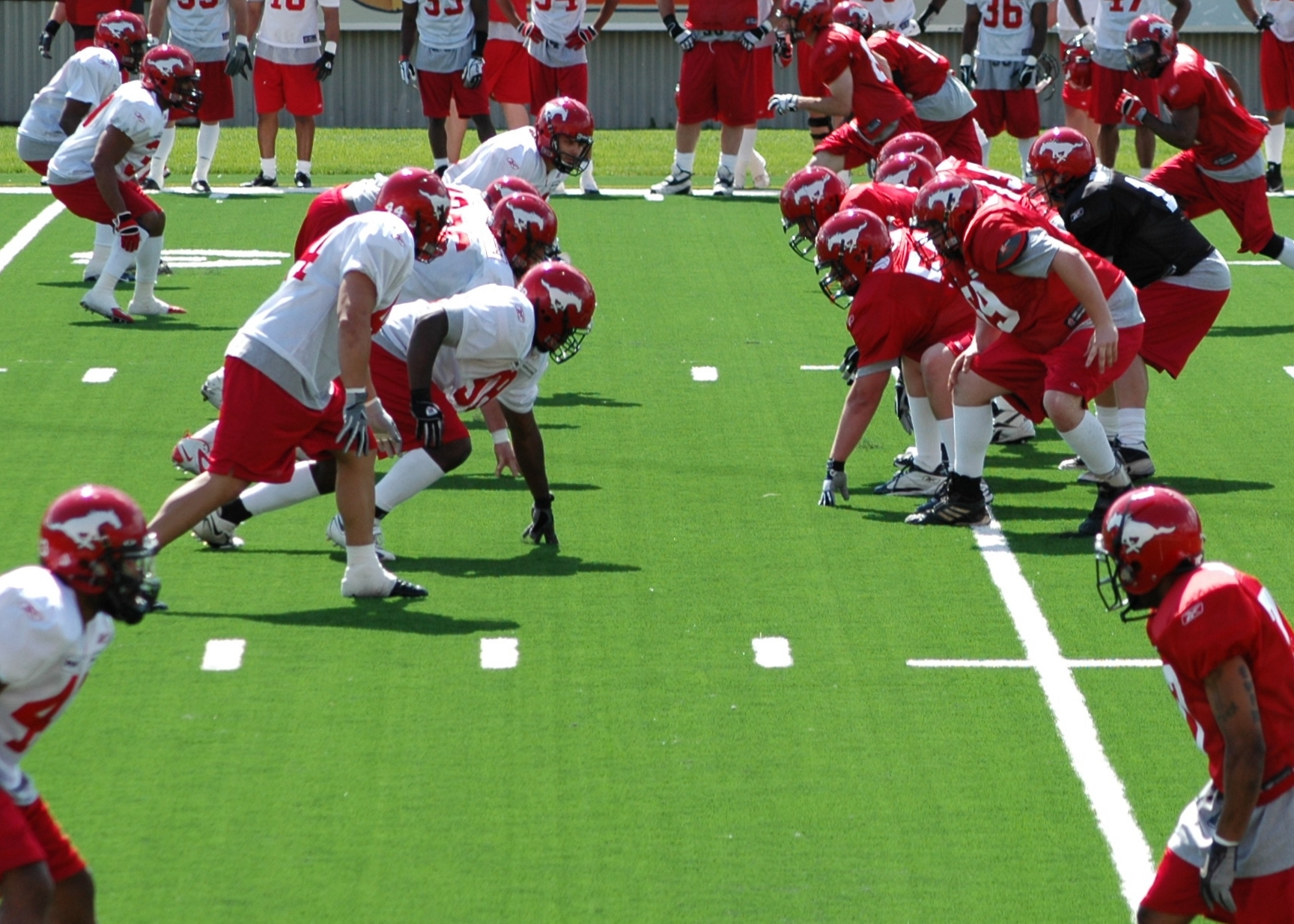
Jogadores posicionados na linha de scrimmage antes da jogada no futebol americano do Canadá.

No futebol americano dos Estados Unidos e no do Canadá, a linha de scrimmage (em inglês: line of scrimmage) é uma linha imaginária transversal que corta o campo e se posiciona entre a linha defensiva e a linha ofensiva, e os times não podem ultrapassar essa linha antes do começo da jogada. Sua localização é exatamente no local onde a bola ficou depois da jogada mais recente, sendo que ela pode avançar ou recuar por faltas.
A linha de scrimmage é paralela à linha do gol e toca na extremidade da bola onde esta foi posicionada para o snap. Na NFL e na NCAA, há na verdade duas linhas de scrimmage em cada jogada: uma que restringe a defesa e outra que restringe o ataque. A área entre essas duas linhas (representando a extensão da bola em ambos os lados) é chamada de "zona neutra". Apenas ao center, o jogador que faz o snap da bola, é permitido ter uma parte do corpo na zona neutra. Todos os demais jogadores têm que se posicionar atrás da linha de scrimmage.
No futebol americano canadense, o time defensivo deve se posicionar não mais perto de uma jarda perto da linha de scrimmage. No futebol americano estadunidense, eles podem se posicionar em cima da linha.
Muitos torcedores e comentaristas se referem informalmente à linha de scrimmage como "zona neutra", apesar de essa terminologia não estar correta. Os juízes, quando explicam uma falta que acabou de acontecer, referam-se à linha de scrimmage como "the previous spot" ("local onde a bola anteriormente estava"), a fim de evitar qualquer confusão.
A televisão proporciona o chamado 1st & Ten Graphics System, que mostra tanto a linha de scrimmage quanto a marca da descida (linha da primeira descida) com uma linha gerada por computador.
A linha de scrimmage foi introduzida em 1880, por Walter Camp que substituiu o scrum do rugby.